# 137 v.Chr.
137 v.Chr. is een jaartal volgens de christelijke jaartelling.

## Gebeurtenissen

### Italië
- Marcus Aemilius Lepidus Porcina en Gaius Hostilius Mancinus zijn consul in het Imperium Romanum.
- De Senaat voert de Romeinse wet Lex Cassia in, hierin stemt men toe dat de stemming van volksprocessen voortaan schriftelijk en in het geheim zal gebeuren.

### Europa
- Mancinus wordt gedwongen de belegering van de stad Numantia te beëindigen. Hij sluit met de Lusitaniërs een wapenstilstand, die door Rome niet wordt geaccepteerd.
- Tiberius Sempronius Gracchus, quaestor in Hispania, merkt tijdens een inspectietocht op dat slavenarbeid het grootgrondbezit van kleine vrije boerderijen heeft vervangen.

### Griekenland
- Heraclitus volgt Timarchus op als archont van Athene. Dionysius is een van de archontes thesmothetai.

### Vietnam
- Koning Trieu Ho (137 - 125 v.Chr.) volgt zijn grootvader Trieu Vu Vuong op als heerser van Vietnam.